# Niedzieliska (województwo łódzkie)
Niedzieliska – wieś w Polsce położona w województwie łódzkim, w powiecie łowickim, w gminie Kiernozia.
Prywatna wieś szlachecka Niedzieliski położona była w drugiej połowie XVI wieku w powiecie gąbińskim ziemi gostynińskiej województwa rawskiego.
W latach 1954–1957 wieś należała i była siedzibą władz gromady Niedzieliska, po jej zniesieniu w gromadzie Kiernozia. W latach 1975–1998 miejscowość administracyjnie należała do województwa płockiego.